# Gare d'Oostakker
La gare d'Oostakker est une ancienne gare ferroviaire belge de la ligne 59, de Gand-Dampoort à Anvers-Berchem. Elle est située à la limite sud d'Oostakker, section de la ville de Gand située en Région flamande dans la province de Flandre-Orientale.
Mise en service en 1911 par les Chemins de fer de l'État belge, c’est une halte ferroviaire de la Société nationale des chemins de fer belges (SNCB), elle est fermée depuis 1984.

## Histoire
La ligne d'Anvers (rive gauche) à Gand de la Compagnie du chemin de fer d'Anvers à Gand par Saint-Nicolas et Lokeren, mise en service de 1844 à 1847 et reprise par l’État en 1896-97, ne passait pas par Oostakker. Elle se prolongeait en ligne droite jusqu'à la gare en impasse de Gand-Waes (située à proximité de l'actuelle gare de Gand-Dampoort).
Les Chemins de fer de l'État belge mirent la ligne à l'écartement standard et remanièrent les accès à Gand avec un nouveau tracé pour la ligne Anvers-Gand (actuelle ligne 59). Simultanément, les autres lignes rayonnant autour de Gand furent également améliorées et déplacées et la monumentale gare de Gand-Saint-Pierre remplaça celle de Gand-Sud ; la première guerre interrompit les travaux.
La « station d'Oostacker » est mise en service le 1er mai 1911 par les Chemins de fer de l’État belge.
La nouvelle gare fut dotée d'un bâtiment des recettes de plan type 1895 très richement décoré.
Ce bâtiment est doté d'une aile de 8 travées, à gauche du corps de logis. Cette aile accueillait notamment le bureau, le guichet et une salle d'attente ; une avancée donnait à la salle d'attente des dimensions plus généreuses.
Sa façade est en briques de plusieurs couleurs agrémentée d'un soubassement et de dés en pierre de taille, de pilastres et bandeaux en brique, d'une frise de carreaux de céramique, de fenêtres à impostes de verre coloré, d'une corniche dentelée et de ferronneries (épis, ancres de façade, arrête de toiture) ainsi que de plusieurs lucarnes, fenêtres géminées et œils-de-bœuf.
La disposition de ce bâtiment est très semblable à celle de la gare de Beveren mais ce dernier est bâti dans un style fonctionnel, sans ornements. La gare de Sint-Denijs-Westrem construite en 1913 sur une nouvelle section de la ligne Gand-Courtrai possède de nombreux points communs avec celle d'Oostakker mais est plus petite.
Comme toutes les gares situées entre Gand-Dampoort et Saint-Nicolas (sauf Lokeren), la gare d'Oostakker ferme le 2 juin 1957. Entre Saint-Nicolas et Gand-Dampoort ne subsiste alors que la gare de Lokeren
En 1970, la SNCB rouvre la gare d'Oostakker puis, en 1973, d'autres haltes situées entre Gand et Saint-Nicolas.
Toutefois, le succès est de courte durée ; la gare d'Oostakker ferme à nouveau le 3 juin 1984 et n'a pas été rouverte depuis.

## Patrimoine ferroviaire
Le bâtiment de la gare, reconverti en habitation, est en très bon état. Il est classé depuis 1996.
La halle aux marchandises, autrefois présente sur le talus, a disparu, tout comme la structure métallique recouvrant l'ancien escalier d'accès.
Le viaduc routier et les murs de soutènements, avec une rambarde de style art-nouveau, sont également visibles.
Des vestiges des quais de la gare (abris) sont toujours visibles sur le talus en 2019

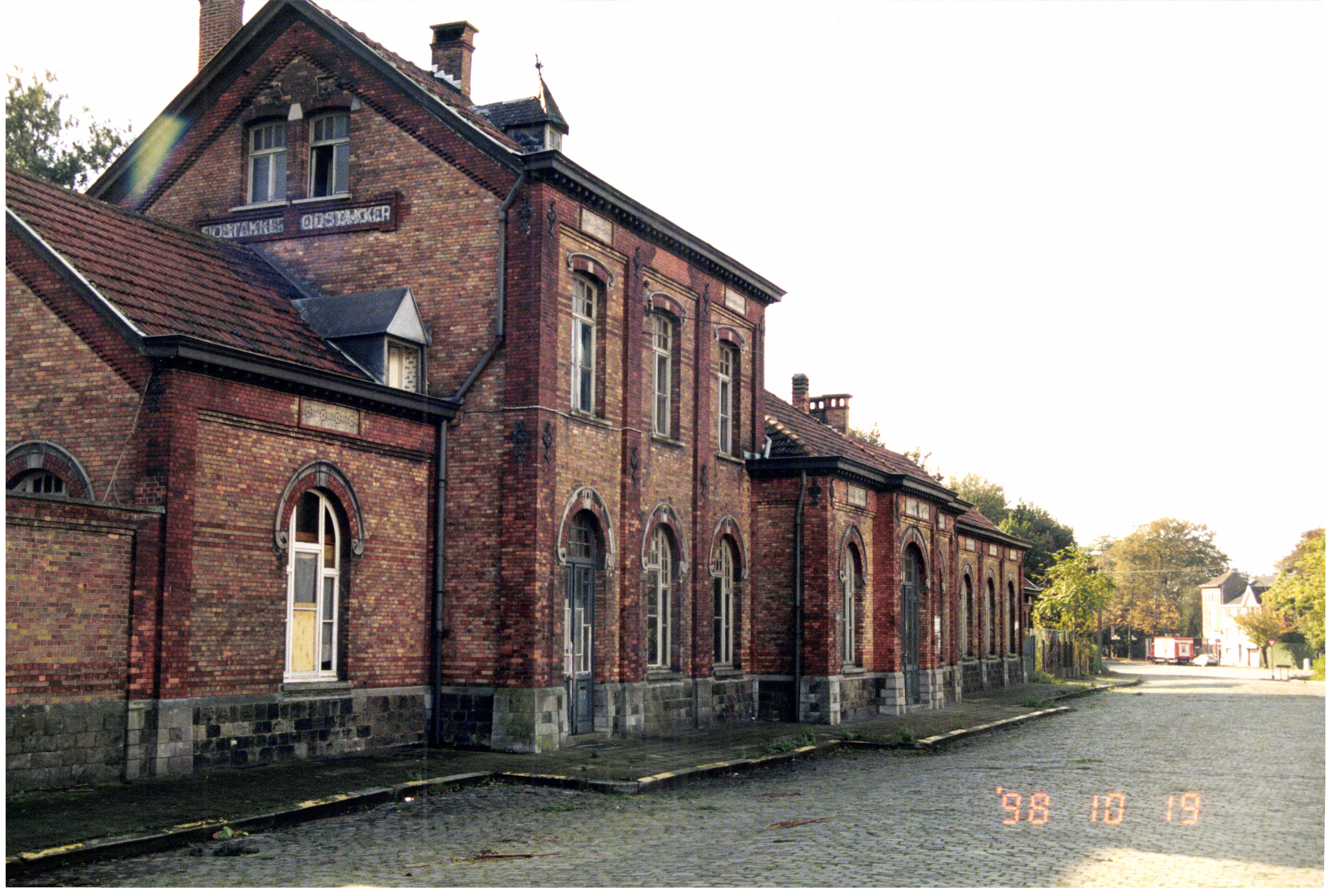
En 1998, à l'abandon...
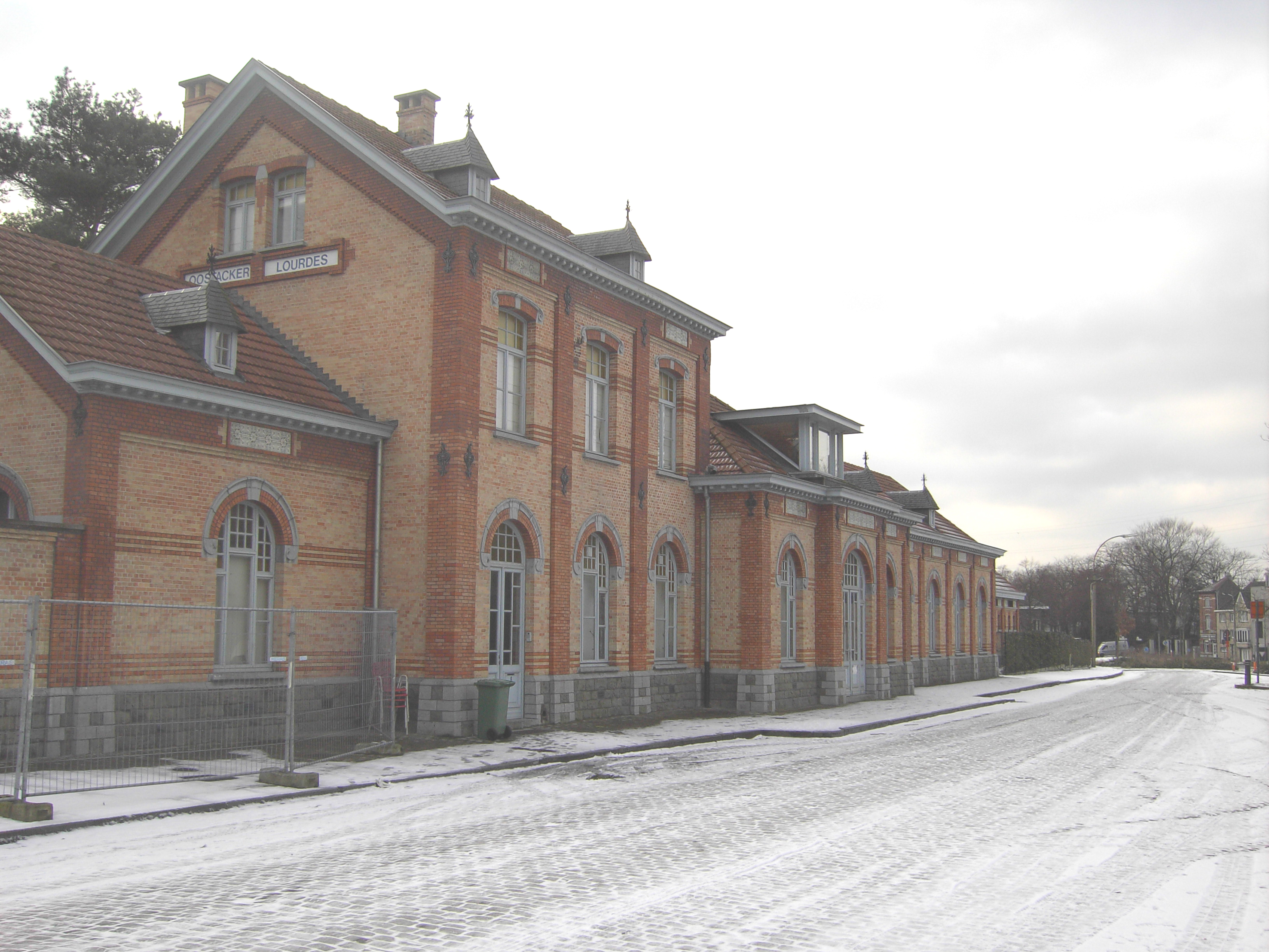
et en 2009.
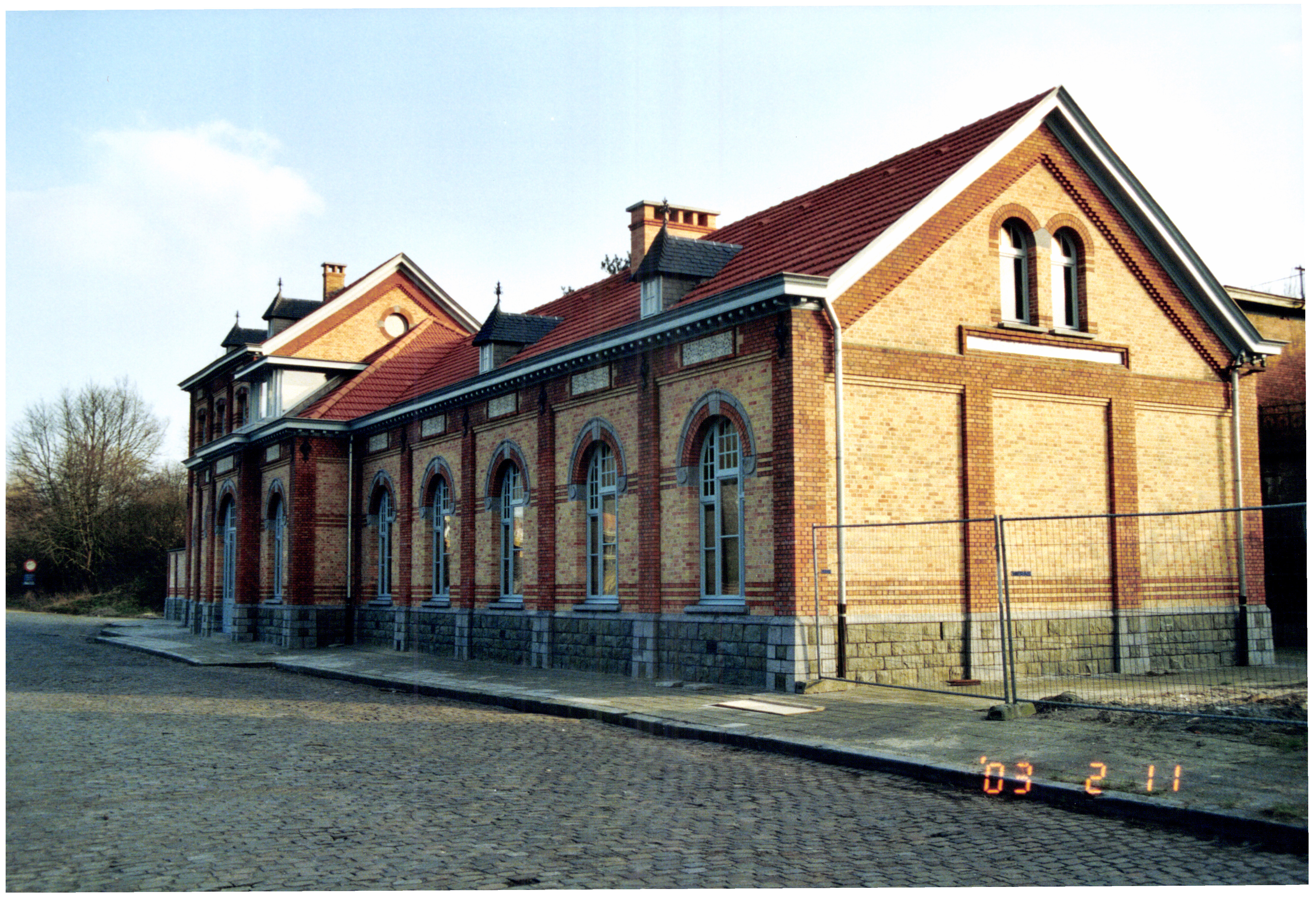
Côté rue.
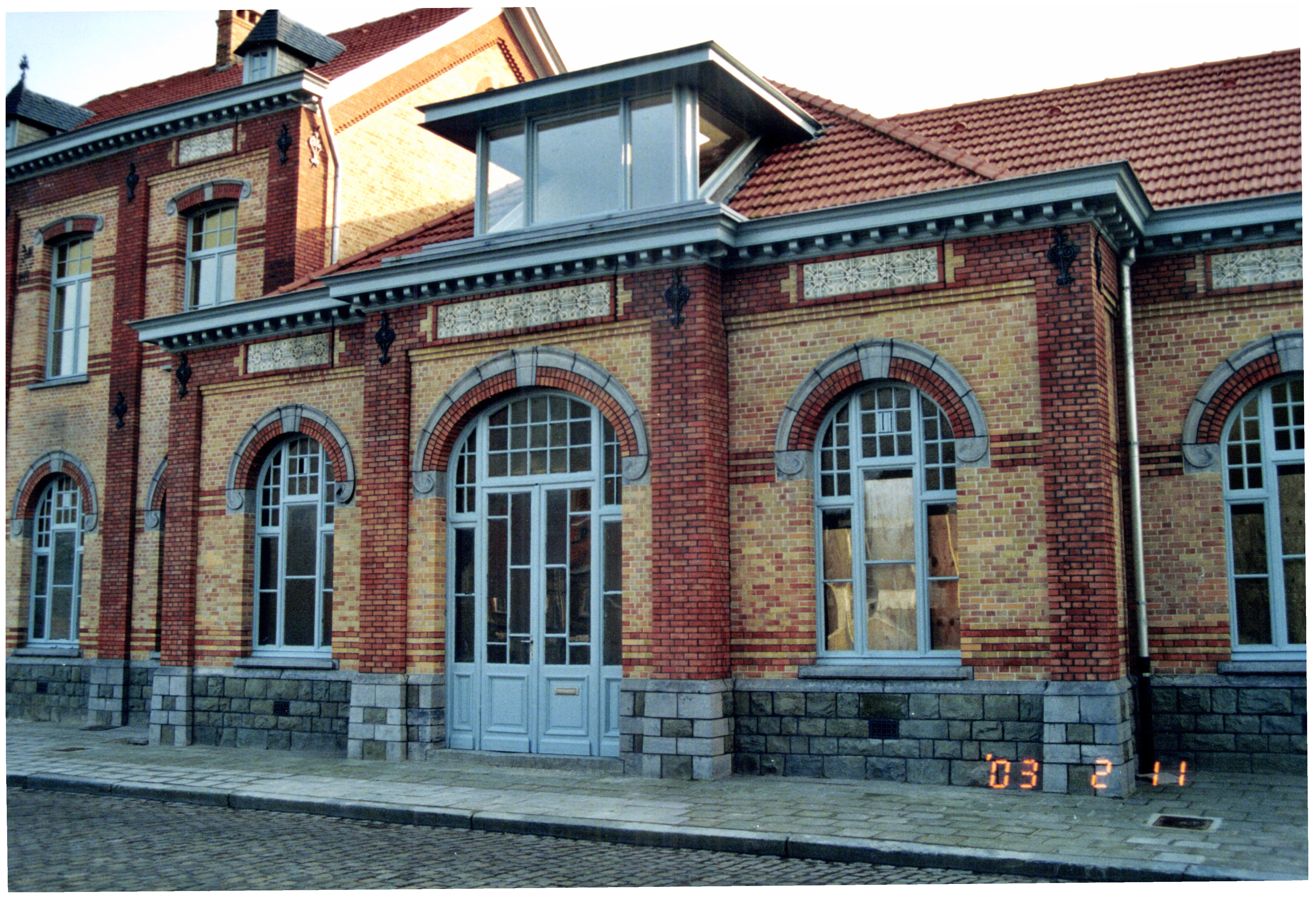
Entrée des voyageurs.
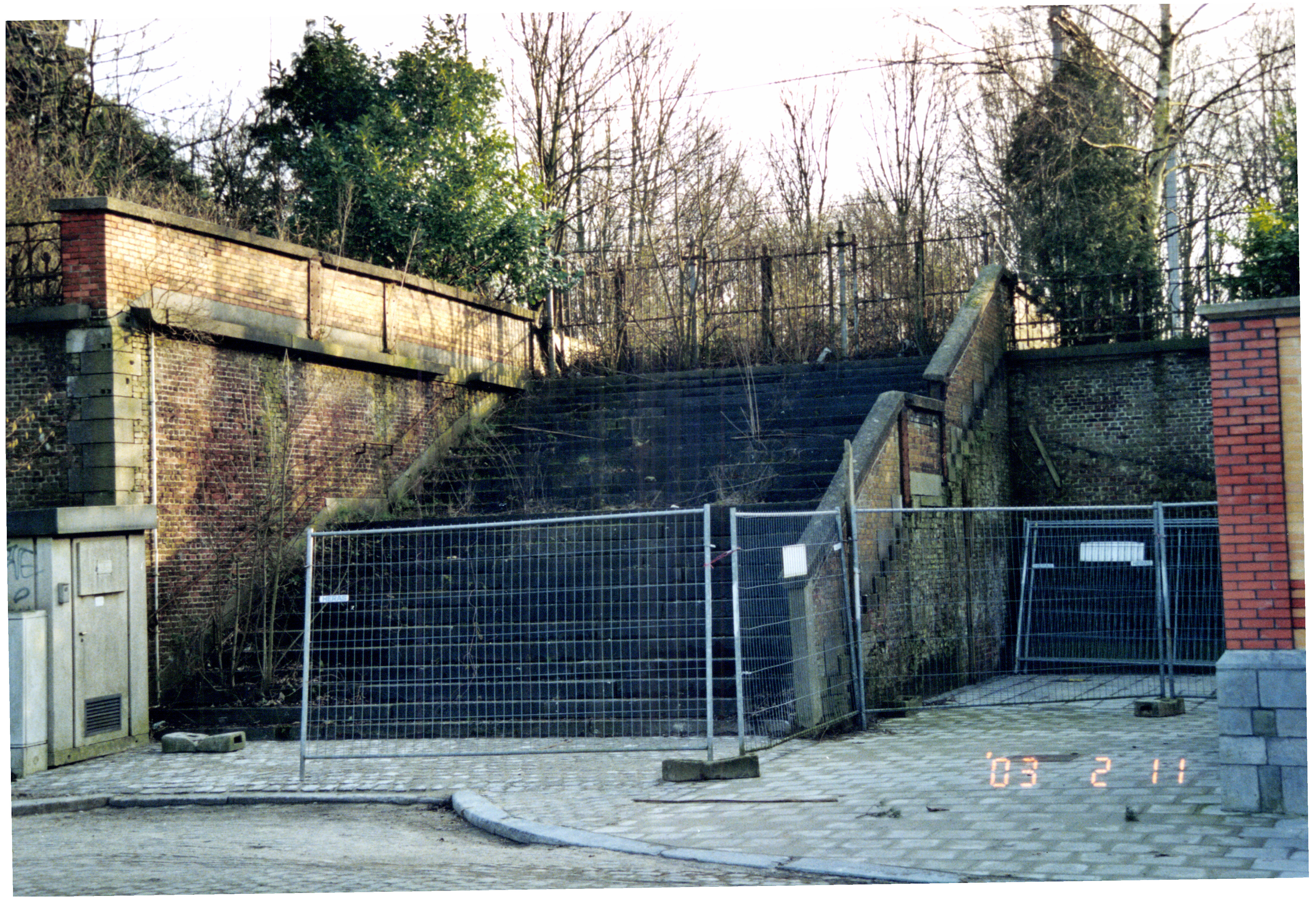
Grand escalier vers les quais.
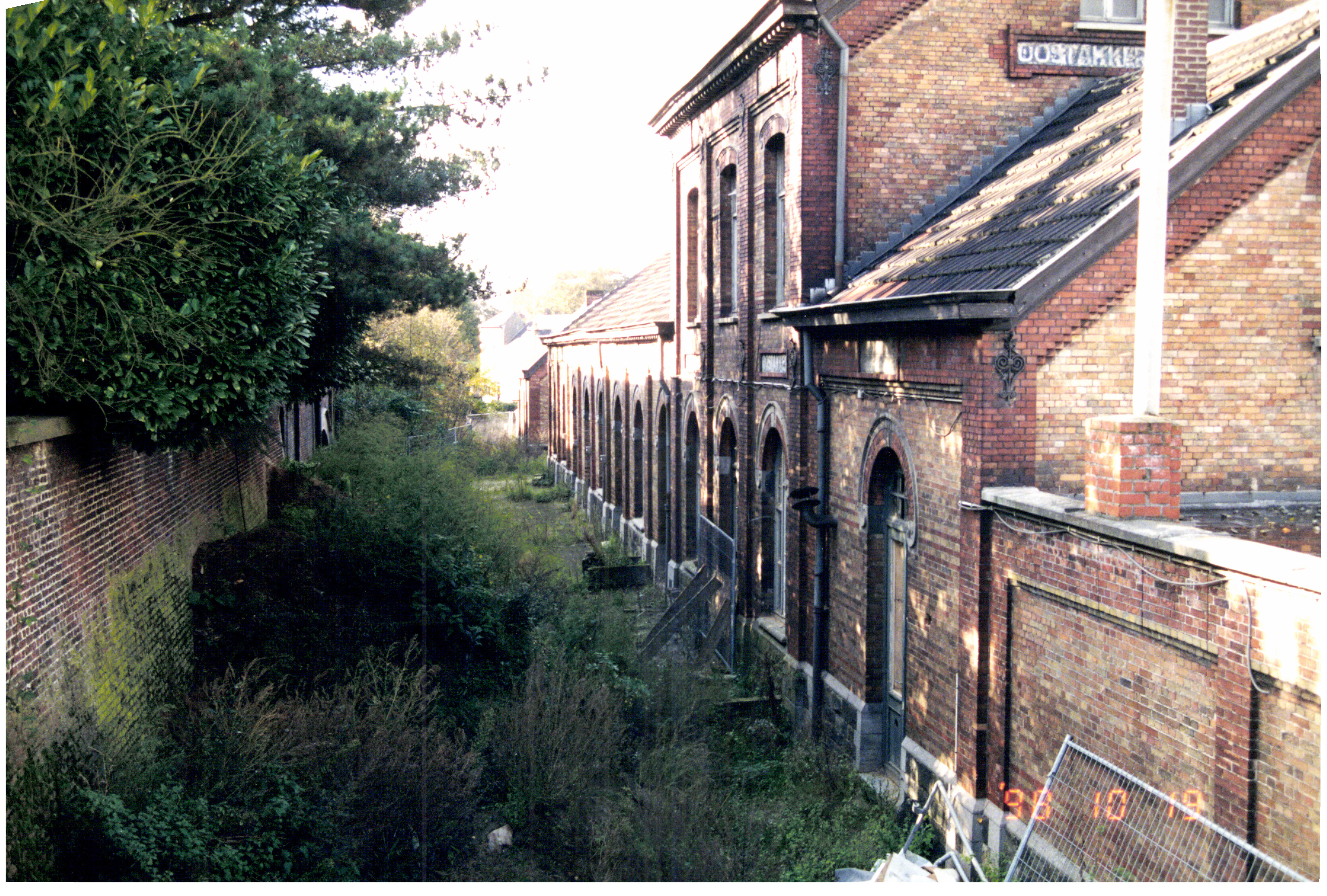
Entre la gare et le talus.
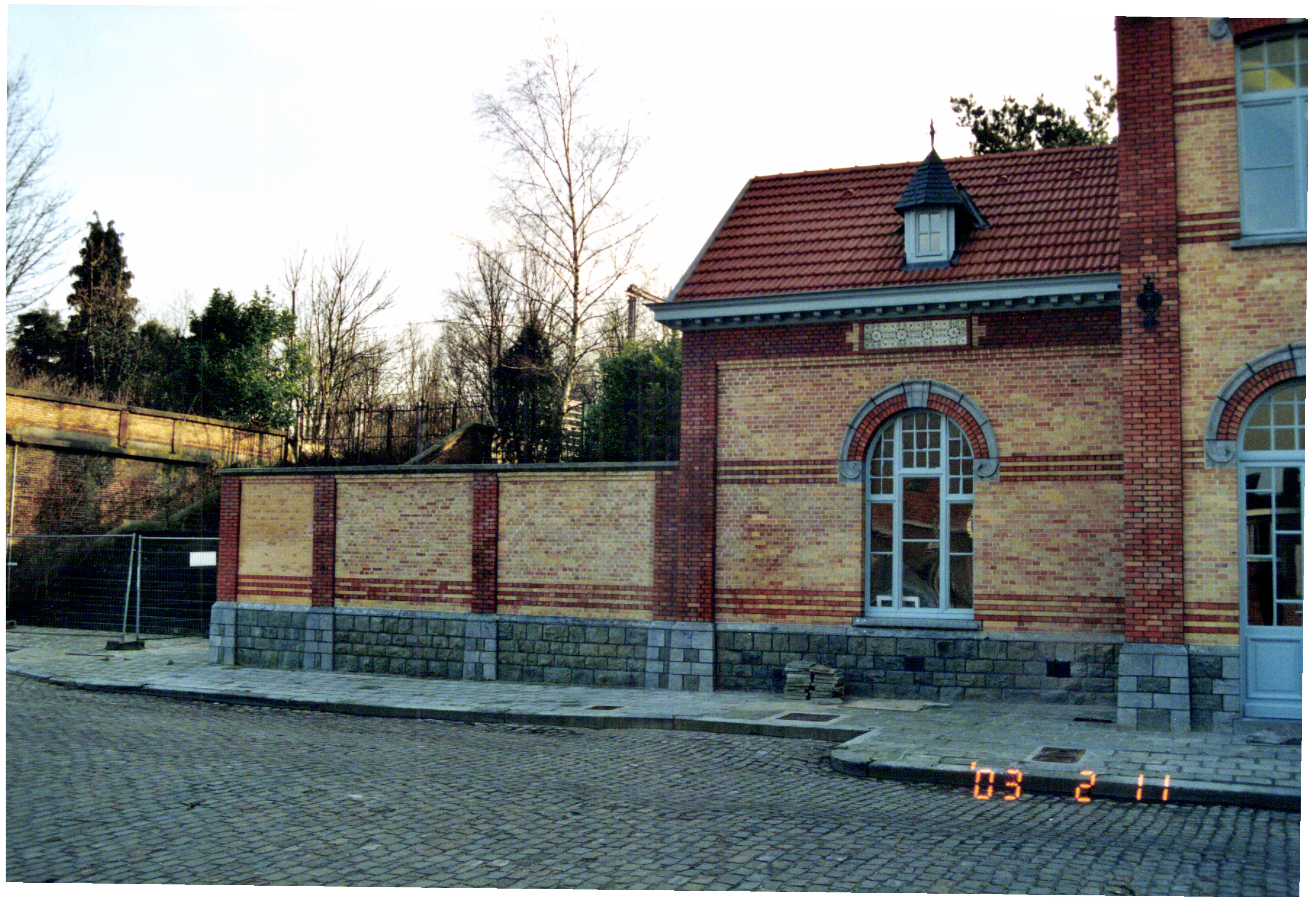
Aile de service.
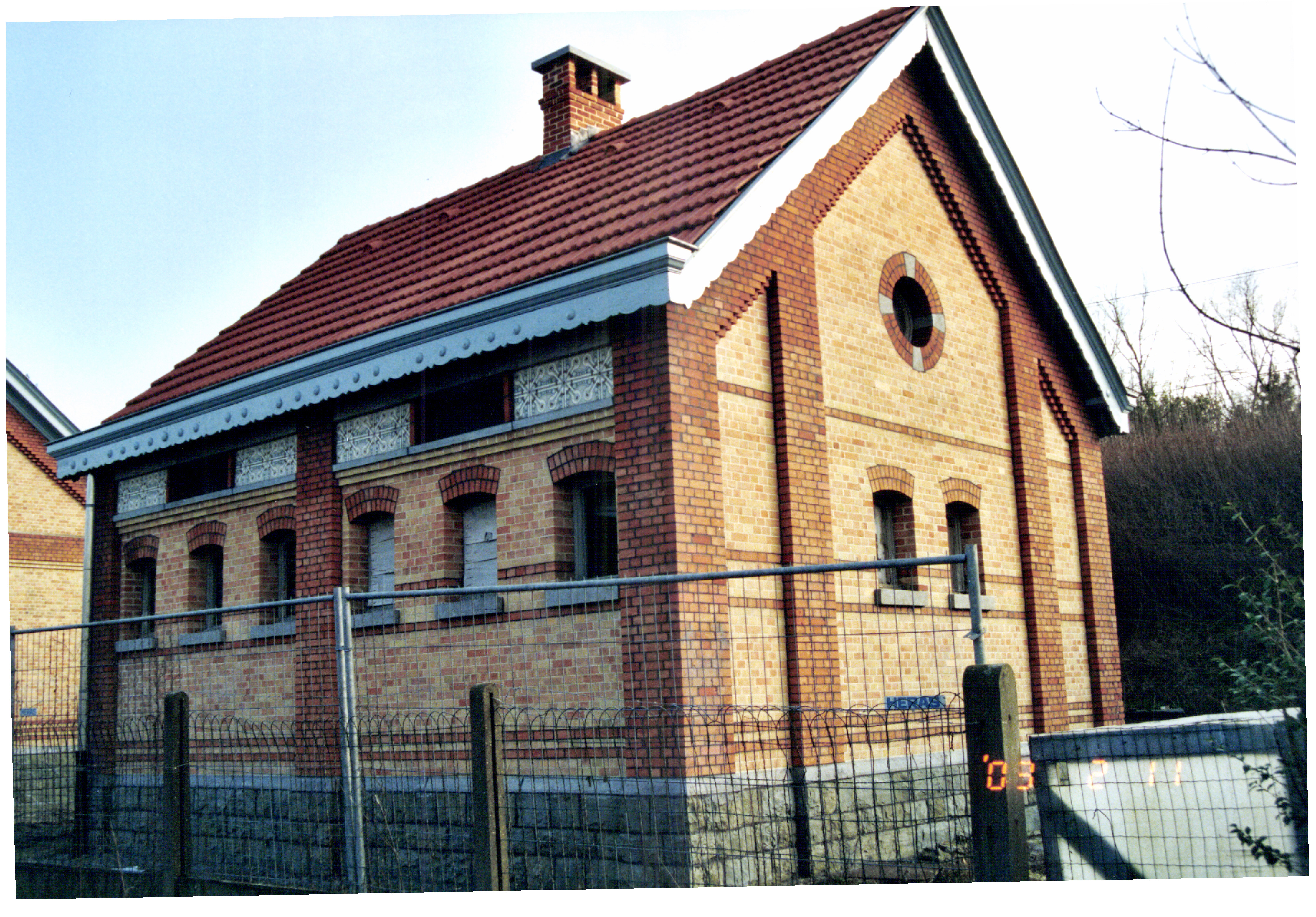
Annexe des toilettes.
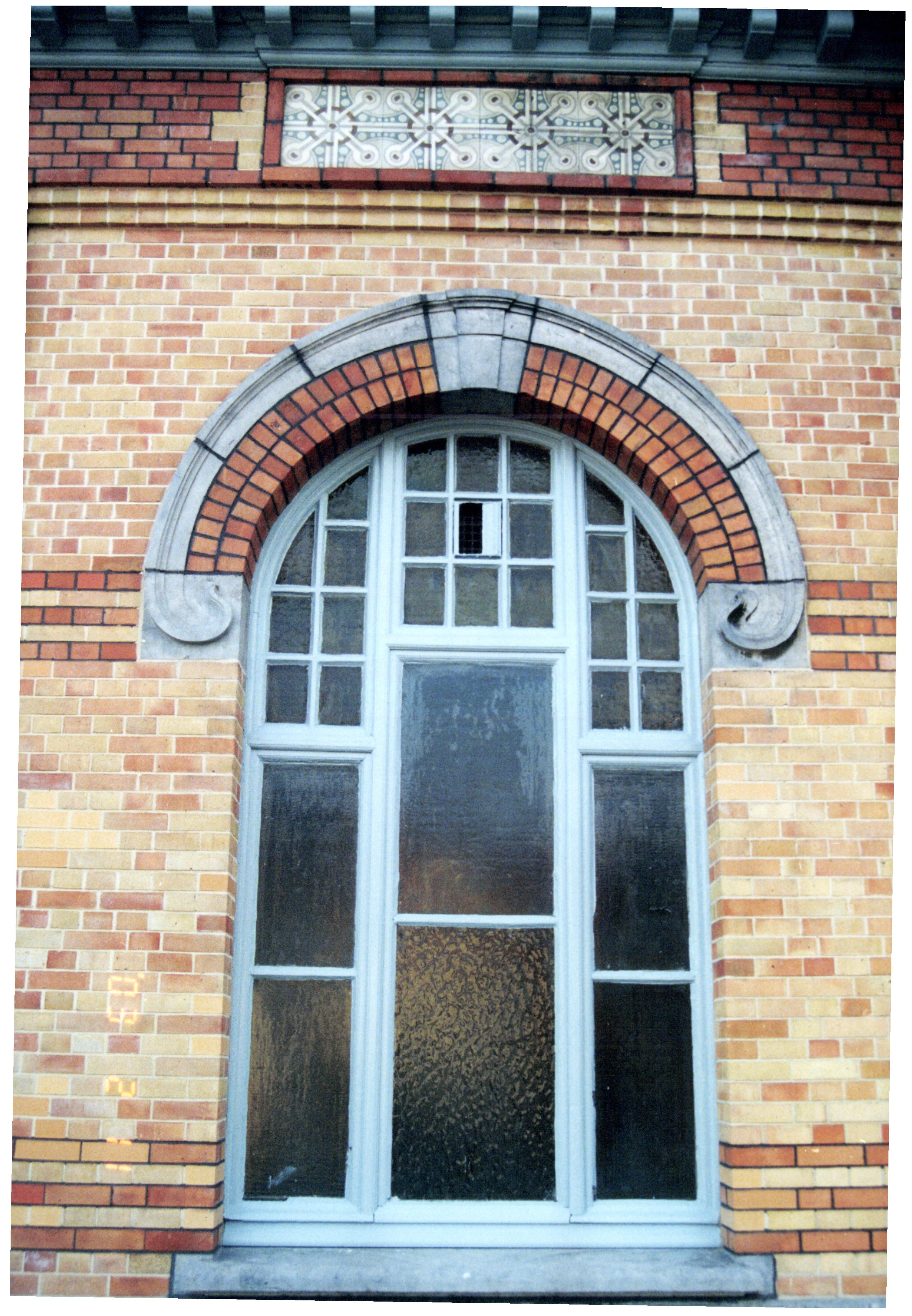
Fenêtre.
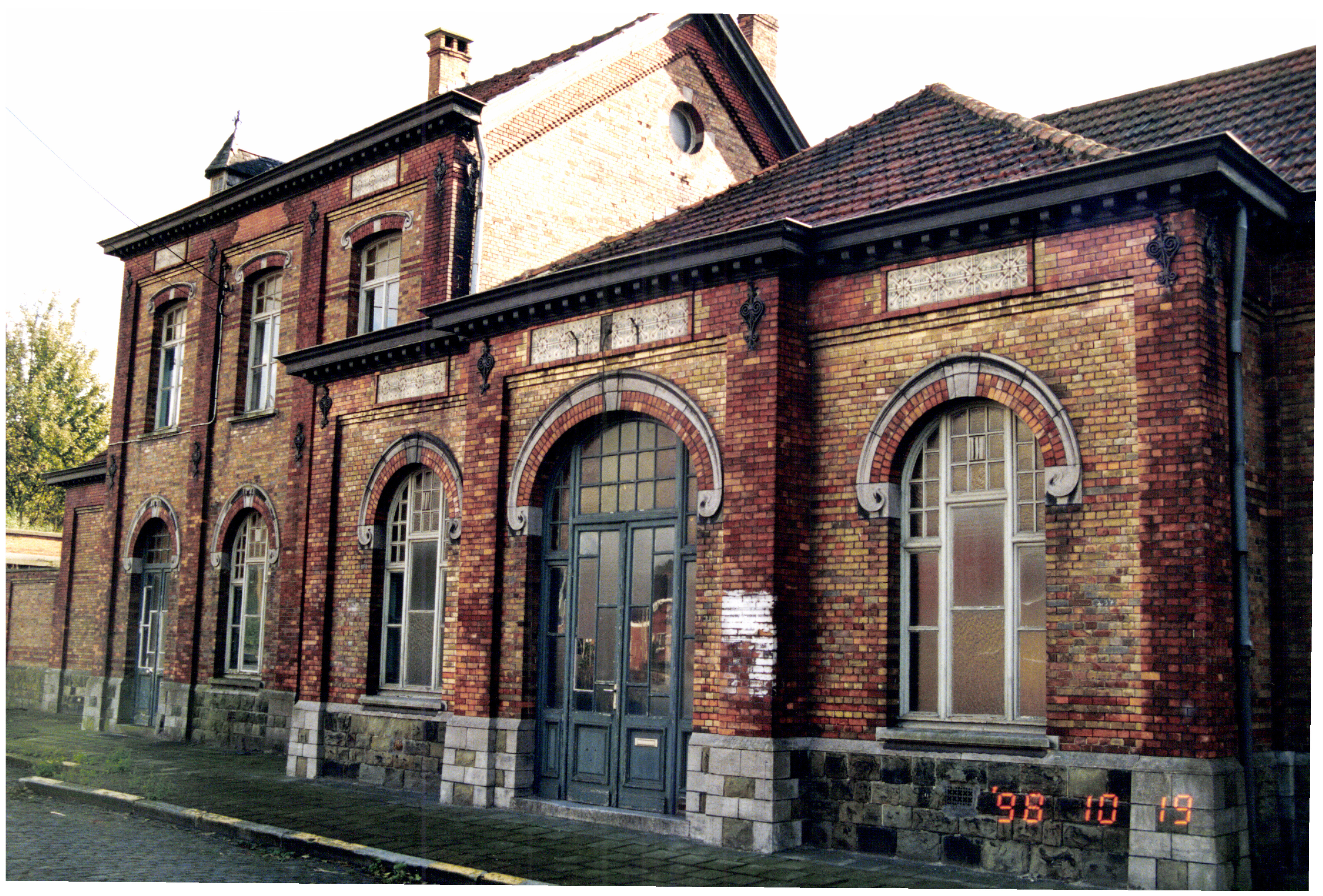
Avant restauration.